# Organizacija crnomorske ekonomske suradnje
Organizacija crnomorske ekonomske suradnje - BSEC (eng. Organization of the Black Sea Economic Cooperation) osnovana je 25. lipnja 1992. kada su šefovi jedanaest država u Istanbulu potpisali Deklaraciju i Bosforski dogovor. Države osnivači su: Azerbajdžan, Albanija, Bugarska, Gruzija, Grčka, Armenija, Moldavija, Rumunjska, Rusija, Turska i Ukrajina. Nakon naknadnoga pristupanja Srbije i Sjeverne Makedonije, organizacija sada broji 13 članica. Hrvatska je jedna od promatrača.
Način funkcioniranja ove zajednice su povremeni sastanci šefova država i vlada, i redovni sastanci ministara vanjskih poslova jedanput godišnje, odnosno polugodišnje. Tijela su: stalno međunarodno tajništvo, pomoćni organi radne grupe i eksperti, parlamentarna skupština, poslovni savjet i Crnomorska banka za trgovinu i razvoj.
Najveća postignuća Organizacije crnomorske ekonomske suradnje su u područjima kao što su: promet, telekomunikacije, energija, životna sredina, zdravstvo, trgovina, strane investicije i međunarodni odnosi. Nedostaci su nepostojanje jasne dugoročne strategije i prioriteta, nedovoljna politička podrška predloženim projektima, nedovoljna efikasost, nedovoljna financijska sredstva za ostvarenje projekata, velike razlike među članicama, nedovoljna razina ekonomske razmjene, izbjegavanje političkih ciljeva i sigurnosnih pitanja, itd.
Sadašnji generalni tajnik je Grk Michael Christides, a sjedište je u Istanbulu u Turskoj. Sve države članice nemaju izlaz na Crno more.
Cipar i Crna Gora su podnijele zahtjev za učlanjenje, ali su odbijene zbog rivalstva između Turske i Grčke.